# 贾夫赖尔·沙皮耶夫
贾夫赖尔·沙皮耶夫（1997年4月20日—），乌兹别克斯坦男子摔跤运动员，2017年亚洲青少年摔跤锦标赛男子自由式84公斤级铜牌得主、2022年亚洲运动会男子自由式86公斤级铜牌得主。